# Кустолові Кущі
Кустолові Кущі, або Кускущі — село в Україні, у Білицькій селищній громаді Полтавського району Полтавської області. Населення становить 620 осіб. До 2020 орган місцевого самоврядування Червоноквітівська сільська рада.

## Географія

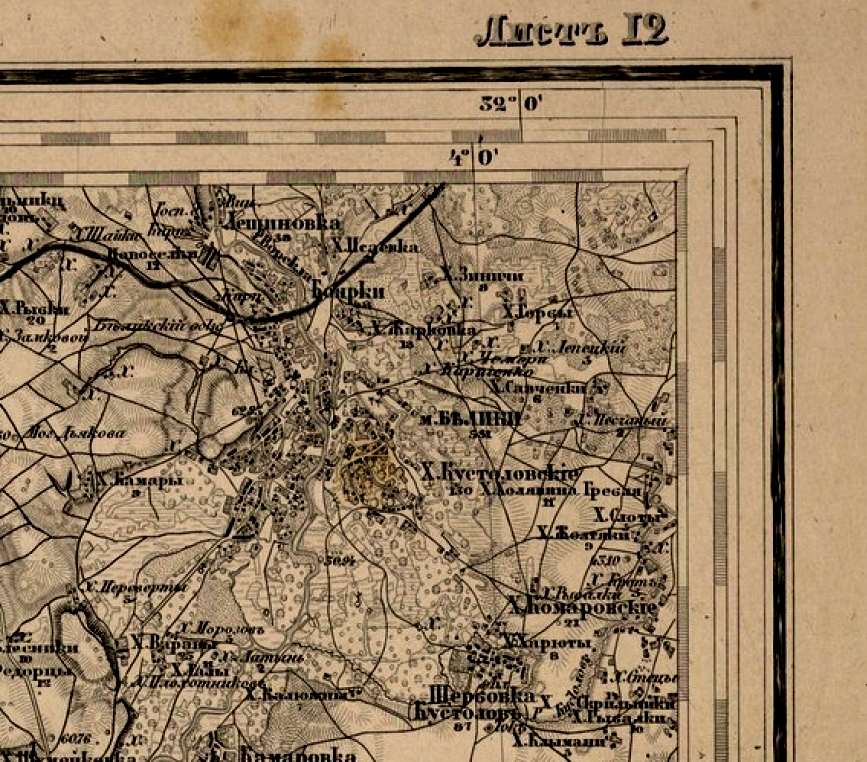
Кустолові Хутори біля містечка Білики. Кобиляцький повіт, Полтавська губернія (1878)

Село Кустолові Кущі знаходиться на лівому березі річки Ворскла, вище за течією на відстані 0,5 км розташоване село Жирки, нижче за течією на відстані 4,5 км розташоване село Комарівка, на протилежному березі — смт Білики. Річка в цьому місці звивиста, утворює лимани, стариці та заболочені озера. Поруч проходить залізниця, станція Голубове за 1 км.

## Історія
12 червня 2020 року, відповідно до розпорядження Кабінету Міністрів України № 721-р «Про визначення адміністративних центрів та затвердження територій територіальних громад Полтавської області», село увійшло до складу Білицької селищної громади.
19 липня 2020 року, в результаті адміністративно - територіальної реформи та ліквідації  Кобеляцького району, село увійшло до складу новоутвореного Полтавського району.

## Об'єкти соціальної сфери
- Школа І-ІІ ступеня.

## Пам'ятки
- Археологічний пам'ятник — поселення часів Київської Русі Х-XIII ст. н. е.

## Відомі люди
- Казирід Анатолій Миколайович(1972—2022) — сержант Збройних сил України, учасник російсько-української війни[4].
- Луньова Євдокія Андріївна — депутат Верховної Ради УРСР 9-го скликання.
- Труш Любов Олександрівна — українська радянська діячка, апаратниця Хорольського молочноконсервного комбінату дитячих продуктів Полтавської області. Депутат Верховної Ради УРСР 11-го скликання.